# Lecanora coniferarum
Lecanora coniferarum är en lavart som beskrevs av Printzen. Lecanora coniferarum ingår i släktet Lecanora och familjen Lecanoraceae.   Inga underarter finns listade i Catalogue of Life.